# 乾はるか
乾 はるか（いぬい はるか、本名：中園 博文〈なかぞの ひろふみ〉、1959年12月25日 - ）は、日本の漫画家。山口県下関市出身。山口県立下関第一高等学校、淑徳大学卒業。男性。既婚。

## 概要
1981年、週刊少年チャンピオンにおいて、『パラレル亜美』にてデビュー。その後『未来警察ウラシマン』のコミカライズも手がける。少年誌においてはあまり脚光を浴びなかったが、青年誌に移籍し『プレイコミック』で連載された『お元気クリニック』でブレイク。フェティシズムあふれるネタと、グラマラスな女性描写で人気を得て、同作品はにっかつで1988年に映画化されるなど数回実写化された。
2009年4月、脳梗塞の後遺症により右半身に痺れもあったが、現在回復し今後も漫画制作において意欲的に活動中である。

## 作風
海外モデルのようにグラマーで脚の長い女性を描く。エナメルの質感描写や小道具に凝り、代表作『お元気クリニック』では当時日本ではあまり一般的でなかった性具（ペニスバンドなど）やレザー、ラバーのコスチュームを毎回登場させ、様々なフェティシズムを描いた。パンストや網タイツなどにもこだわる（『日本黒パンス党宣言』という単行本も出している）。

## 主な作品
- パラレル亜美
- 未来警察ウラシマン
- 学園戦士L
- お元気クリニック
  - お元気クリニック by 乾はるか、多々瀬ルコ＆御毛栗触のセックスクリニック - ウェイバックマシン（2008年3月14日アーカイブ分）
- Q嬢の物語
- 女王様ウォーズ
- 乱丸XXX（とりぷるえっくす）
  - 乱丸XXX by 乾はるか - ウェイバックマシン（2012年3月11日アーカイブ分）
  - 電子書籍は「悩殺！パンティ教師乱丸」と改題
- 売る女
- 恋身女子高生パティ
- 日本黒パンス党宣言
- 女豹のイブ
  - 女豹のイブ ::乾はるか online:: - ウェイバックマシン（2008年3月10日アーカイブ分）